# Karaki Junzō
Karaki Junzō (jap. 唐木 順三; * 13. Februar 1904; † 27. Mai 1980) war ein japanischer Literaturwissenschaftler.
Karaki ist in Miyada (Nagano) geboren. Er studierte Philosophie an der Universität Kyōto und war Schüler von Nishida Kitarō.  Er verfasste u. a. eine „Einführung in die Gegenwartsliteratur Japans“ (Gendai Nihon bungaku josetsu, 1932) und ein Buch über mittelalterliche japanische Literatur (Chūsei no bungaku, 1955). In seinem Todesjahr veröffentlichte er ein Memorandum über die soziale Verantwortlichkeit der Wissenschaftler (Kagakusha no shakaiteki-sekinin ni tsuite no oboegaki). Er erhielt 1955 den Yomiuri-Literaturpreis für Chūsei no bungaku und war 1975 einer der Kandidaten für den in diesem Jahr nicht vergebenen Großen Preis für japanische Literatur.
Er lehrte ab 1949 an der Meiji-Universität.
Karaki schrieb über das Verhältnis von Sprache zu Meditation:

“The character dō (way) of the words dōtoku [vollkommener Ausdruck] and dōjaku [Ausspruch] [in Dōgen’s Shōbōgenzō] is used with the meaning of »to say.« It is as though there were a passion to speak in words of that which transcends words. This is my feeling. Yet if one were to fall back into the Zen saying, »not relying on words or letters,« and let it all go, then one could have an end of it. I feel that the special character of Dōgen’s Zen lies in these words, dōtoku and dōjaku. It seems to me that if »doing only zazen« were the point, then without writing ninety-five fascicles, »Do zazen« would be have been enough. In spite of this there is a determination to explain completely and logically why it is is necessary to do zazen. Isn’t Shōbōgenzō a book of great singularity?”